# Российский университет медицины
Российский университет медицины — третий по дате основания медицинский университет в Москве, основанный в 1922 году.
Полное наименование: Федеральное государственное бюджетное образовательное учреждение высшего образования «Российский университет медицины» Министерства здравоохранения Российской Федерации.
Сокращённое наименование: ФГБОУ ВО «Российский университет медицины» Минздрава России.
В официальных публикациях в качестве сокращения названия вуза используется слоговая аббревиатура «РосУниМед». Кроме того, среди медицинских университетов в Москве сложилась традиция неофициального именования в порядке их основания, в связи с чем Российский университет медицины часто называют «третьим медом».
В настоящее время в университете проходят обучение около 8 тысяч студентов. Ректором университета является академик РАН, доктор медицинских наук, профессор Олег Олегович Янушевич.

## История
Датой основания университета принято считать 2 апреля 1922 года, когда постановлением Наркомздрава РСФСР был организован Государственный институт зубоврачевания (ГИЗ). Постановлением Совнаркома РСФСР от 14 апреля 1927 года ГИЗ был переименован в Государственный институт стоматологии и одонтологии (ГИСО). В 1932 году ГИСО был переименован в Государственный научно-исследовательский институт стоматологии и одонтологии (ГНИИСО). По приказу Наркомздрава РСФСР от 9 июня 1935 года «О мероприятиях по подготовке и открытию стоматологических институтов» на базе ГНИИСО был организован Московский стоматологический институт (МСИ). 1 сентября 1939 года оба института, фактически функционирующих как единое целое, были официально объединены в Московский государственный стоматологический институт (МГСИ).
В начале Великой Отечественной войны университет подлежал эвакуации в Ижевск, которая, однако, не состоялась. В марте 1942 года университет временно реорганизовался в стоматологический факультет 1-го МОЛМИ. Студенты совмещали учебу с работой в челюстно-лицевом госпитале, развёрнутого на базе МГСИ. В октябре 1943 года МГСИ возобновил свою деятельность в прежнем режиме.
Постановлением Совмина СССР от 15 октября 1949 года все стоматологические вузы были реорганизованы в медицинские стоматологические институты с 5-летним сроком обучения, в связи с чем МГСИ был реорганизован в Московский медицинский стоматологический институт (ММСИ). В 1974 году ММСИ было присвоено имя врачебного и политического деятеля Николая Александровича Семашко.
В 1999 году ММСИ им. Н. А. Семашко был реорганизован в Московский государственный медико-стоматологический университет (МГМСУ). 27 апреля 2012 года МГМСУ было присвоено имя советского стоматолога Александра Ивановича Евдокимова. В 2022 году университет отмечал своё 100-летие. Приказом Минздрава РФ от 5 декабря 2023 года МГМСУ им. А. И. Евдокимова был переименован в Российский университет медицины (РосУниМед).

## Рейтинги
В 2022 году вуз вошел в Международный рейтинг «Три миссии университета», где занял позицию в диапазоне 1001—1100.
Также в 2022 году занял 39 место в рейтинге RAEX «100 лучших вузов России» и 32 место в рейтинге влиятельности вузов России (RAEX), 2022.
В предметных рейтингах RAEX вуз занимает 7-е место в направлении «Медицина» и 12-е место в направлении «Психология».

## Известные преподаватели и выпускники
- См. Категория:Преподаватели МГМСУ
- См. Категория:Выпускники Московского государственного медико-стоматологического университета

## Критика нарушений академической этики
По данным исследования «Диссернет» обнаружено, что более чем у 10 преподавателей МГМСУ в диссертациях обнаружены признаки нарушений академической этики (см., к примеру, диссертации Р. С. Мусина, П. Ф. Стерликова, Е. И. Манухиной, Л. Ф. Моргунова). Всего в МГМСУ обнаружены защиты более 95 подобных диссертаций, что вывело его в «горячую 10-ку» вузов России, в которых наиболее часто случаются необоснованные присуждения учёных степеней.